# Cal Negre (el Prat de Llobregat)
Cal Negre és una masia del Prat de Llobregat (Baix Llobregat) inclosa a l'Inventari del Patrimoni Arquitectònic de Catalunya.

## Descripció
Masia de planta baixa i pis (apart corrals i graners) distribuïts en dos cossos d'eixos perpendiculars entre sí. El cos principal té la façana orientada a mar i paral·lela a l'eix de la teulada a dues vessants. El cos posterior també està cobert amb teulada a dues vessants, segons la tipologia 2.I de l'esquema de Danés i Torras. El rellotge de sol que està esgrafiat a la façana té un aire clarament vuitcentista.